# Il Dottor Paperus
Il Dottor Paperus è una storia a fumetti ideata da Carlo Chendi e Luciano Bottaro e disegnata da quest'ultimo, pubblicata nel 1958 in Italia su Topolino n° 188 e 189. Il protagonista è un antenato di Paperino e la storia è una parodia a fumetti del Faust di Goethe. Ne venne realizzato un seguito nel 2000 dal solo Bottaro, Paperino e il seguito della storia.

## Trama
La narrazione inizia come una normalissima storia, partendo dalla quotidianità domestica in casa di Paperino. È ora di fare le pulizie generali, e Qui, Quo, Qua sono ovviamente precettati. Tra le numerose cianfrusaglie (che Paperino si ostina a chiamare cimeli storici) appartenute agli avi dei paperi, ce n'è una che non può essere ignorata: il ritratto del (testuale) "celebre Dottor Paperus"; "il più illustre dei nostri avi", conclude Paperino.
I nipotini sono ansiosi di sentirne la storia (più per scampare alle fatiche che per reale interesse), e parte così il racconto.
Europa, tempi del feudalesimo: vi sono due feudi confinanti l'uno con l'altro. Il primo è dominato dal Duca Paperon de' Paperoni, il secondo è in mano alla Masnada dei Bassotti. La situazione tra i due feudi non è delle migliori: il duca reclama mille scudi in pagamento per il formaggio che ha fornito alla masnada. Li avrà, ma soltanto 999 di questi saranno originali, il millesimo è la prima prova di falsificazione dei bricconi.
Inizia così una lunga e sanguinosa guerra. Com'è prevedibile, le motivazioni dei soldati vanno scemando: dopo cinque anni di battaglia, lo spirito bellicoso dei mercenari è arrivato a circa la metà rispetto all'originale. Dopo dieci anni, le ostilità continuano soltanto formalmente: il tempo viene passato nelle locande delle zone franche, e le battaglie più feroci si giocano a suon di assi e settebelli. Chi ci rimette, innanzitutto, sono i poveri osti, che non si vedono mai pagare i conti, e subiscono continui danni al locale. La loro unica speranza è un vecchio, il Dottor Paperus, che da anni è alla ricerca del siero di lunga pace.
Viene così introdotta la figura del Dottor Paperus: egli vive con i suoi tre pronipoti (Qui, Quo, Qua), suoi aiutanti, è un esperto alchimista, e da anni cerca (invano) di donare al mondo una pace duratura. Un esponente del S.O.R.D.O. (Sindacato Osti Rovinati Dalle Ostilità) chiede di parlare con lui e implora il suo aiuto: l'elisir è l'unica speranza perché scoppi pace, e dunque è l'unica speranza perché gli osti non cadano in rovina. Paperus è dispiaciuto, e teme di non riuscire a portare a termine la sua opera prima che la morte lo colga.
La scena si sposta a due volti non ancora noti: Mefistofele e la fattucchiera Nocciola, sua alleata. Se Paperus lavora per la pace, l'infernale figuro vuole la guerra, e tutti i suoi sforzi sono rivolti a incrementare le ostilità. Il metodo sembra semplice ed immediato: Mefistofele rapirà la bella Margherita, nipote del Duca Paperone, facendo ricadere la colpa sulla Masnada dei Bassotti e riaccendendo così la guerra. L'unico ostacolo è proprio il Dottor Paperus: nella malaugurata ipotesi che riesca a trovare la formula del siero, lo scontro bellico finirà. Se non puoi batterli, unisciti a loro dice il proverbio, ed è proprio ciò che farà Mefistofele: fingendo di volere anch'egli la pace, offre a Paperus l'elisir della giovinezza, a patto che si arruoli in uno dei due eserciti, e lo conduca alla vittoria. Sa bene che è impossibile, ma ciò che conta è rendere il dottore inoffensivo.
Riottenuta la giovinezza, Paperus onora la sua promessa, e va ad arruolarsi per il duca Paperone (in seguito a una serie di simpatici incontri con i suoi pronipoti, dai quali volutamente non si fa riconoscere). Nel tragitto incontra una splendida fanciulla, che scoprirà in seguito essere Margherita. Immediatamente dopo che Paperus si è congedato, a causa di un toro imbizzarrito che lo insegue, Margherita viene catturata.
Nel frattempo, Mefistofele va da Paperone, portando con sé il fazzoletto di Margherita, e lo invita a rinvigorire lo scontro con la Masnada dei Bassotti. Nonostante il premio promesso (il titolo di barone e la mano di Margherita), nessun cavaliere accetta di scontrarsi a singolar tenzone, perché manca il principale incentivo: gli scudi.
L'unico malcapitato che rimane a sua disposizione è Paperus, che però non segue ciò che accade intorno a lui, perché (dal momento che il suo aspetto è quello di un giovane, ma il suo cervello è rimasto quello di un vecchio) sta tentando di ricordare dove ha già visto quella splendida ragazza osservata nel ritratto alla corte del Duca.
A duello iniziato, Paperus si rende conto che Margherita è stata rapita da Mefistofele e dalla fattucchiera; egli dunque scappa per poterla salvare. Frattanto lo scontro si inasprisce, perché i Bassotti rigettano l'accusa di rapimento.
Giunto alla casa della fattucchiera, Paperus viene intontito, ma si risveglia prima del previsto: si rende così conto che non può farcela da solo, e torna a richiamare a sé gli eserciti. Peccato che tutti riconoscano in lui l'infingardo cavaliere della discordia, il codardo che è fuggito, e inizia un inseguimento, seppur alla persona sbagliata. Facendosi forte del motto chi fa da sé fa per tre, Paperus decide di affrontare da solo i due potenti nemici, e li sconfigge.
Mefistofele precipita all'inferno, e viene gettato da Satana in persona nella lava bollente, mentre Paperus ritorna a casa: viene accolto così come se n'era andato, dalle frecce, ma interviene Margherita: il prode cavaliere è il suo salvatore.
La guerra tuttavia non è cessata: il duca infatti pretende di avere indietro lo scudo della discordia, vero, questa volta. I Bassotti sono ormai impoveriti, e non hanno il becco di un quattrino, ma nella divisa indossata in casa della fattucchiera, Paperus trova uno scudo (dato da Satana a Mefistofele proprio per aumentare il conflitto). Tutto sembra adesso volgere al meglio: il bene ha trionfato, e Paperus sarà barone e sposerà la più bella fanciulla del mondo. Proprio ora, Satana rapisce Paperus, causa della sua sventura. Non lo vuole all'Inferno, quindi non prenderà l'anima del vecchio dottore per via della troppa bontà di costui: si riprenderà però la giovinezza che gli aveva donato per mezzo di Mefistofele.
Tornato in terra, Paperus si ritrova attorniato dai suoi pronipoti, che gli raccontano gli ultimi avvenimenti: per mesi Margherita ha aspettato il misterioso cavaliere, di cui ha pianto a lungo la scomparsa (e a cui è stata dedicata una statua); in seguito, però, la fanciulla si è consolata, e ha sposato il pavido Conte Gastone. Il racconto termina con il dottore che ritorna mestamente a casa.
Qui, Quo, Qua sono enormemente dispiaciuti per la sfortuna che perseguitava il loro antenato, e chiedono a Paperino di fugar loro alcuni dubbi, uno su tutti: Margherita era molto bella? " Anche più della Zia Paperina " è la risposta finale. Peccato che Paperina entri proprio in quel momento nella soffitta. Finale tragicomico, con Paperino che porta i nipotini al cinema, perché troppo depresso per fare altro.

## Personaggi e interpreti
- Il Dottor Faust diventa il Dottor Paperus (Paperino);
- La bella Margherita rimane tale (Paperina);
- Il diabolico essere infernale Mefistofele rimane fedele all'originale;
- Il capo di Mefistofele e di tutti i diavoli, Satana;
- La strega rigattiera che supporta Mefistofele diviene la fattucchiera Nocciola;
- Il duca Paperon de' Paperoni è Paperon de' Paperoni;
- La masnada dei Bassotti è la Banda Bassotti;
- Qui, Quo e Qua, pronipoti di Paperus, sono Qui, Quo e Qua;
- Il Conte Gastone è Gastone Paperone (ma non si vede mai)

Per quanto riguarda la storia e le situazioni si nota che:
- Nell'originale di Goethe, Faust è uno scienziato insoddisfatto, che cerca la vera felicità per sé stesso. Nella parodia firmata Carlo Chendi/Luciano Bottaro, Paperus cerca la felicità e la pace non per sé stesso, ma per la collettività;
- Graficamente parlando, la figura di Mefistofele riprende la versione a fumetti del Faust per le matite di Rino Albertarelli.